# Zam Johnson
Zam Johnson (* im 20. Jahrhundert in Los Angeles, USA) lebt seit 1987 in Berlin-Kreuzberg und ist Maler, Komponist und Musiker.

## Leben und Wirken
Ende der 1970er Jahre arbeitete Johnson als Musiker in Los Angeles mit vielen anderen Künstlern zusammen, zum Beispiel Gino Vanelli, die Beach Boys, Brian Wilson, die Ray Charles Singers, Red Bone, Iron Butterfly, Torn Petty, Ike Turner, Sweet Inspirations, B.j. and the Bear, einer TV-Show auf NBC, Barry White Productions, Leon Ware, Motownproduzent Greg Evegon und Billy Griffin.
Durch die späten 1980er Jahre hindurch hatte Zam viele Ausstellungen seiner Bilder im „Art-Underground“ von Los Angeles.
Zam kam 1987 nur nach Berlin, um Musik für einen Independent Film zu komponieren, dabei lernte er seine Frau kennen und blieb in der Stadt. In Deutschland arbeitete er dann unter anderem mit Thommy Hein zusammen. 1994 komponierte er zu Jutta Ohlenbergs Film „Ju-Ni Hitoe oder die Entdeckung der Seele“, der auf der Berlinale 1994 gezeigt worden war, mit dem Théâtre Danse Grotesque (Yumiko Yoshioka, Minako Seki und Sayoko Onishi) die Musik.
1995 entsteht Zusammen mit Yumiko Yoshioka und Joachim Manger das 'TEN PEN CHii art Labor' auf Schloss Bröllin. Er arbeitete dort an der Konzeption der Musik für den Butohtanz. Daraufhin entstanden Stücke wie „N. YOiN“ & „DA-PPI“. Er komponierte auch für andere Theaterprojekte wie Imagine I, Tatoeba, White Monkeys Dance play, Why not orchestra and dance group, Panic Theatre Group, East meets west performing art group.
1998–2000 tourte er als Drummer mit der Band Stoppok, wo er auf der CD „Auf Bühne La-La-Live ’99“ zu hören ist.
Eine mehr elektronisch experimentelle Jazz Gruppe ist Unga-Unga, wo er mit dem Saxophonisten Paul Griessbach ein Duo bildet und zum Teil sehr extravagante Musik und Töne zu einem Neuen Stil vermischt. Seine Band „Taboo“ mit Trompeter Paul Schwingenschoegel und Produzent Gert Bertram tritt mit vielen Gastmusikern auf. Das Genre reicht vom Chill Out bis Smooth Jazz.
Seit 2005 arbeitet er mit Uli Lenz; 2007 bildete er das Trio 105 Lenz Kubach Johnson (mit Lenz am Piano und Gerhard Kubach am Kontrabass).
Er spielt im Ensemble Akiro Ando and THE JAPS, mit dem er 2022 das Album Jazz as Pure Spirit veröffentlichte.

### Musik
Johnson spielt Schlagzeug, Keyboard und Perkussionsinstrumente. Er komponierte unter anderem Filmmusik und Tanzmusik für Butoh-Projekte. Er organisierte Livekonzerte in L.A. und Berlin mit Schnellmaler Norton Wisdom und machte sich einen Namen als Performancekünstler.
Sein bevorzugter und bekannter Musikstil ist der Jazz. Seit langem arbeitet er auch mit Synthesizern, die ihn in eine experimentelle elektronische Musikrichtung brachten, bevor es den Namen Techno überhaupt gab.

### Malerei
Seinen Malstil bezeichnet Johnson selbst als „primitive Abstraktionen und ein visuelles Orchester für die Augen“. Dabei hatte er erfolgreiche Ausstellungen in Kalifornien, Marokko und Berlin. Er malt mit Öl und Acryl und nutzt auch ungewöhnliche Stoffe.

## Diskografie
- N.YOiN 1996 (Janusphere)
- Borderless Split Brain 2005 (Allzeit Musik)